# Anto Grgić
Anto Grgić (Schlieren, 28 novembre 1996) è un calciatore svizzero di origini croate, centrocampista del Lugano.

## Caratteristiche tecniche
È un centrocampista centrale.

## Carriera

### Club
Cresciuto nelle giovanili dello Zurigo, ha esordito il 2 agosto 2015 in un match perso 3-2 contro il Grasshoppers.
Nel 2016 è stato acquistato dallo Stoccarda. Dopo una stagione e mezza trascorsa tra la prima e la seconda squadra, nel gennaio 2018 passa in prestito al Sion. La stagione seguente viene riscattato dagli svizzeri.

### Nazionale
Ha giocato in tutte le nazionali giovanili svizzere, dall'Under-15 all'Under-21.

## Statistiche

### Presenze e reti nei club
Statistiche aggiornate al 5 agosto 2017.
| Stagione        | Squadra         | Campionato      | Campionato | Campionato | Coppe nazionali | Coppe nazionali | Coppe nazionali | Coppe continentali | Coppe continentali | Coppe continentali | Altre coppe | Altre coppe | Altre coppe | Totale | Totale |
| Stagione        | Squadra         | Comp            | Pres       | Reti       | Comp            | Pres            | Reti            | Comp               | Pres               | Reti               | Comp        | Pres        | Reti        | Pres   | Reti   |
| --------------- | --------------- | --------------- | ---------- | ---------- | --------------- | --------------- | --------------- | ------------------ | ------------------ | ------------------ | ----------- | ----------- | ----------- | ------ | ------ |
| 2015-2016       | Zurigo          | SL              | 24         | 4          | CS              | 4               | 1               | UEL                | 1                  | 0                  | -           | -           | -           | 29     | 5      |
| 2016-2017       | Stoccarda       | BL              | 14         | 0          | CG              | 0               | 0               | -                  | -                  | -                  | -           | -           | -           | 14     | 0      |
| Totale carriera | Totale carriera | Totale carriera | 38         | 4          |                 | 4               | 1               |                    | 1                  | 0                  |             | -           | -           | 43     | 5      |

## Palmarès

### Club

#### Competizioni nazionali
- Campionato tedesco di seconda divisione: 1

Stoccarda: 2016-2017